# Lythraceae
Lythraceae es una familia del orden Myrtales; incluye entre 500 a 600 especies de hierbas principalmente, con algunos arbustos y árboles en una treintena de géneros. Su distribución es mundial, con la mayor parte de las especies en los trópicos, pero abarcan también las regiones de clima templado, incluso un género autóctono de la península ibérica, relacionado con los bordes de arroyos.
La familia lleva el nombre del género tipo, Lythrum cuyo nombre común es salicaria. Ahora también incluye los granados, anteriormente clasificados en una familia separada, Punicaceae.

## Descripción
Son hierbas, arbustos o árboles pequeños, frecuentemente con tallos 4-angulados; plantas hermafroditas. Hojas membranáceas o menos frecuentemente coriáceas, opuestas, raramente subalternas o verticiladas, simples y enteras; estípulas como proyecciones axilares diminutas. Inflorescencias en racimos o cimas axilares o panículas terminales, bractéolas 2, opuestas en los pedicelos; flores actinomorfas o zigomorfas, 4–6-meras, perianto y estambres periginos, tubo floral campanulado a tubular, persistente (excepto en Lafoensia); lóbulos del cáliz valvados, (3–) 4–6 (–16), con o sin pequeños apéndices en los senos; pétalos ausentes o en igual número que los lóbulos del cáliz, arrugados, caducos, insertos en los márgenes internos del tubo floral entre los lóbulos del cáliz; estambres usualmente iguales en número a las partes del perianto o el doble (en Cuphea usualmente 11), raramente numerosos, anteras versátiles, introrsas; ovario súpero, libre del tubo floral, 2–4 (–6)-locular, estilo 1, estigma capitado o punctiforme, raramente bilobulado (Adenaria). Fruto una cápsula dehiscente o indehiscente generalmente envuelta por el tubo floral persistente; semillas 3 o más, aladas o no, sin endosperma.

## Usos
Tradicionalmente se ha usado la Salicaria en infusión durante brotes de diarrea, debido a su alto poder astringente.

## Géneros
- Subfamilia Lythroideae Juss. ex Arn. 1832 = «Lythraceae sensu stricto», 28 géneros:

| - - Adenaria - Ammania - Capuronia - Crenea - Cuphea - Decodon - Didiplis | - - Diplusodon - Galpinia - Ginoria - Haitia - Heimia - Hionanthera - Koehneria | - - Lafoensia - Lagerstroemia - Lawsonia - Lourtella - Lythrum - Nesaea - Pehria | - - Pemphis - Peplis - Physocalymma - Pleurophora - Rotala - Tetrataxis - Woodfordia |

- Subfamilia Punicoideae (Horan., 1834) S.A.Graham, Thorne & Reveal, 1998 = Punicaceae, Bercht. & J.Presl
  - Punica
- Subfamilia Sonneratioideae (Engl. & Gilg, 1924) S. A. Graham, Thorne & Reveal, 1998
  - Sonneratia
- Subfamilia Duabangoideae (Takht., 1986) S. A. Graham, Thorne & Reveal,1998 = 'Duabangaceae'
  - Duabanga
- Subfamilia Trapoideae Voigt, 1845 = 'Trapaceae'
  - Trapa

## Sinonimia
- Ammanniaceae Horan., Blattiaceae Engler, Duabangaceae Takht., Lagerstroemiaceae J.Agardh, Lawsoniaceae J. Agardh, Punicaceae Bercht.& J.Presl, nom. cons., Sonneratiaceae Engler, nom. cons., Trapaceae Dumortier[2]